# 黄鹤楼香烟
黄鹤楼香烟是湖北省的一款卷烟，在湖北省周边有大量固定用户。

## 历史
称作为“黄鹤楼”的香烟其实在民国时期就已经存在了，当时的“黄鹤楼”于1928年正式注册，并在全国销售。1937年因为抗日战争全面爆发，导致黄鹤楼停止生产，而后数十年一直没有再进行生产。
1983年，“黄鹤楼”恢复生产，菸标为武汉著名名胜黄鹤楼，图上还会有两只鹤。1996年，“黄鹤楼”品牌全新上市，成为武菸集团重点发展的“高档卷烟品牌”。
2004年，武汉卷烟厂采用了“源于1916年卷烟配方”“南洋烟魁1号”而生产的“黄鹤楼1916”面世。